# 베이징 펑타이 스포츠 센터
베이징 펑타이 스포츠 센터(중국어: 北京丰台体育中心)는 중화인민공화국 베이징에 있는 경기장으로, 축구 경기를 위해 주로 사용된다. 베이징 런허의 홈 구장이다. 수용 인원은 33,000명이다.